# Sky Professional Cycling Team/Saison 2010
Dieser Artikel listet Erfolge und Mannschaft des Sky Professional Cycling Teams in der Saison 2010 auf.

## Erfolge im UCI World Calendar
| Datum      | Rennen                                 | Fahrer               |
| ---------- | -------------------------------------- | -------------------- |
| 24. Januar | 6. Etappe Tour Down Under              | Christopher Sutton   |
| 8. März    | 1. Etappe Paris–Nice                   | Greg Henderson       |
| 16. März   | 7. Etappe Tirreno–Adriatico            | Edvald Boasson Hagen |
| 8. Mai     | 1. Etappe Giro d’Italia                | Bradley Wiggins      |
| 13. Juni   | 7. Etappe Critérium du Dauphiné Libéré | Edvald Boasson Hagen |
| 21. August | 4. Etappe Eneco Tour                   | Greg Henderson       |

## Erfolge in der UCI Asia Tour
| Datum       | Rennen                        | Kat. | Fahrer                        |
| ----------- | ----------------------------- | ---- | ----------------------------- |
| 7. Februar  | 1. Etappe Tour of Qatar (MZF) | 2.1  | Sky Professional Cycling Team |
| 16. Februar | 3. Etappe Tour of Oman        | 2.1  | Edvald Boasson Hagen          |
| 19. Februar | 6. Etappe Tour of Oman (EZF)  | 2.1  | Edvald Boasson Hagen          |

## Erfolge in der UCI Europe Tour
| Datum         | Rennen                                       | Kat. | Fahrer               |
| ------------- | -------------------------------------------- | ---- | -------------------- |
| 27. Februar   | Omloop Het Nieuwsblad                        | 1.HC | Juan Antonio Flecha  |
| 28. März      | 2. Etappe Critérium International            | 2.HC | Russell Downing      |
| 15. Mai       | 2. Etappe Tour de Picardie                   | 2.1  | Ben Swift            |
| 14.–16. Mai   | Gesamtwertung Tour de Picardie               | 2.1  | Ben Swift            |
| 18. Juni      | 3. Etappe Ster Elektrotoer                   | 2.1  | Greg Henderson       |
| 22. Juni      | Norwegische Meisterschaft – Einzelzeitfahren | CN   | Edvald Boasson Hagen |
| 27. Juni      | Britische Meisterschaft – Straßenrennen      | CN   | Geraint Thomas       |
| 23. Juli      | 3. Etappe Brixia Tour                        | 2.1  | Christopher Sutton   |
| 28. Juli      | 5. Etappe Tour de Wallonie                   | 2.HC | Russell Downing      |
| 24.–28. Juli  | Gesamtwertung Tour de Wallonie               | 2.HC | Russell Downing      |
| 13. August    | Dutch Food Valley Classic                    | 1.HC | Edvald Boasson Hagen |
| 5. September  | Britische Meisterschaft – Einzelzeitfahren   | CN   | Bradley Wiggins      |
| 12. September | 2. Etappe Tour of Britain                    | 2.1  | Greg Henderson       |

## Mannschaft
| Fahrer               | Geburtsdatum       | Nationalität           | Team 2009                   |
| -------------------- | ------------------ | ---------------------- | --------------------------- |
| Kurt Asle Arvesen    | 9. Februar 1975    | Norwegen               | Team Saxo Bank              |
| John-Lee Augustyn    | 10. August 1986    | Südafrika              | Barloworld                  |
| Michael Barry        | 18. Dezember 1975  | Kanada                 | Team Columbia-High Road     |
| Edvald Boasson Hagen | 17. Mai 1987       | Norwegen               | Team Columbia-High Road     |
| Sylvain Calzati      | 1. Juli 1979       | Frankreich             | Agritubel                   |
| Kjell Carlström      | 18. Oktober 1976   | Finnland               | Liquigas                    |
| Dario Cioni          | 2. Dezember 1974   | Italien                | ISD-Sport-Donetsk           |
| Steve Cummings       | 19. März 1981      | Vereinigtes Königreich | Barloworld                  |
| Russell Downing      | 23. August 1978    | Vereinigtes Königreich | Candi TV-Marshalls Pasta RT |
| Juan Antonio Flecha  | 17. September 1977 | Spanien                | Rabobank                    |
| Chris Froome         | 20. Mai 1985       | Vereinigtes Königreich | Barloworld                  |
| Simon Gerrans        | 16. Mai 1980       | Australien             | Cervélo TestTeam            |
| Mathew Hayman        | 20. April 1978     | Australien             | Rabobank                    |
| Greg Henderson       | 10. September 1976 | Neuseeland             | Team Columbia-High Road     |
| Peter Kennaugh       | 15. Juni 1989      | Vereinigtes Königreich | Neoprofi                    |
| Thomas Lövkvist      | 4. April 1984      | Schweden               | Team Columbia-High Road     |
| Lars Petter Nordhaug | 14. Mai 1984       | Norwegen               | Joker Bianchi               |
| Serge Pauwels        | 21. November 1983  | Belgien                | Cervélo TestTeam            |
| Nicolas Portal       | 23. April 1979     | Frankreich             | Caisse d’Epargne            |
| Morris Possoni       | 1. Juli 1984       | Italien                | Team Columbia-High Road     |
| Ian Stannard         | 25. Mai 1987       | Vereinigtes Königreich | ISD-Sport-Donetsk           |
| Christopher Sutton   | 10. September 1984 | Australien             | Garmin-Slipstream           |
| Ben Swift            | 5. November 1987   | Vereinigtes Königreich | Team Katusha                |
| Geraint Thomas       | 25. Mai 1986       | Vereinigtes Königreich | Barloworld                  |
| Davide Viganò        | 12. Juni 1984      | Italien                | Fuji-Servetto               |
| Bradley Wiggins      | 28. April 1980     | Vereinigtes Königreich | Garmin-Slipstream           |

## Trikot

2010